# Марниц
Марниц (њем. Marnitz) општина је у њемачкој савезној држави Мекленбург-Западна Померанија. Једно је од 76 општинских средишта округа Пархим. Према процјени из 2010. у општини је живјело 798 становника. Посједује регионалну шифру (AGS) 13060051.

## Географски и демографски подаци
Марниц се налази у савезној држави Мекленбург-Западна Померанија у округу Пархим. Општина се налази на надморској висини од 85 метара. Површина општине износи 31,0 km². У самом мјесту је, према процјени из 2010. године, живјело 798 становника. Просјечна густина становништва износи 26 становника/km².